# Armillaria luteobubalina
Armillaria luteobubalina är en svampart som beskrevs av Watling & Kile 1978. Armillaria luteobubalina ingår i släktet Armillaria och familjen Physalacriaceae.   Inga underarter finns listade i Catalogue of Life.

## Källor

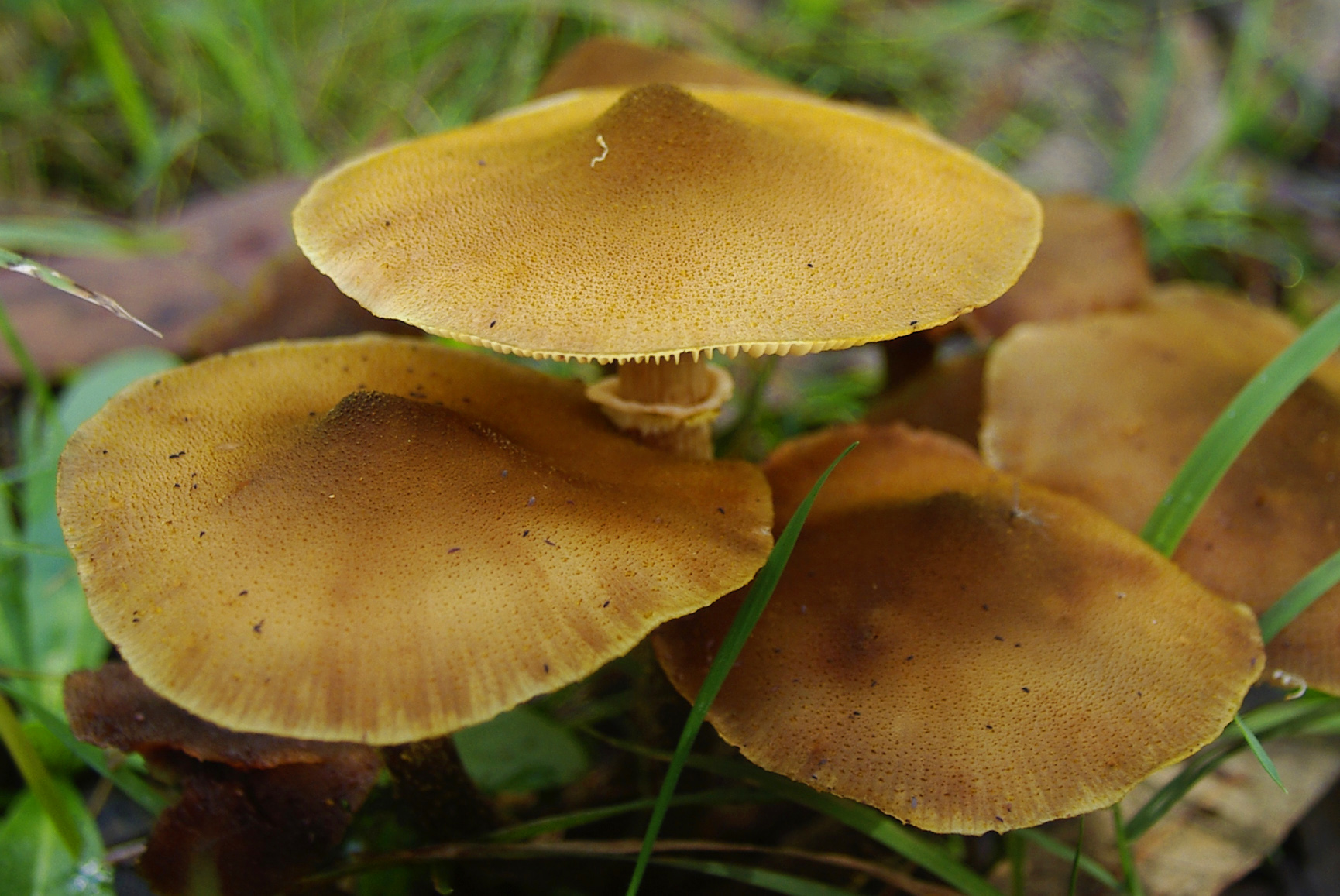
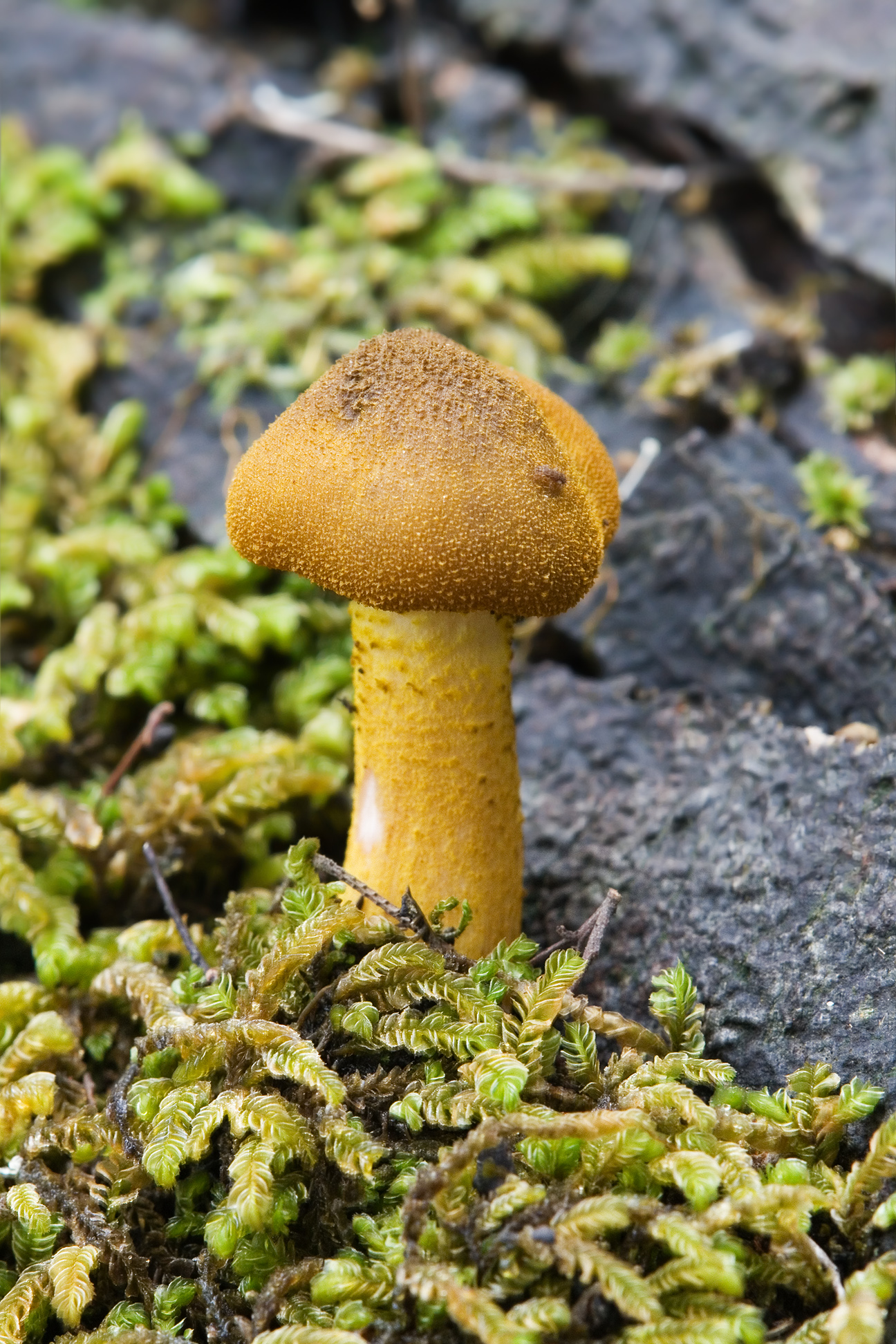
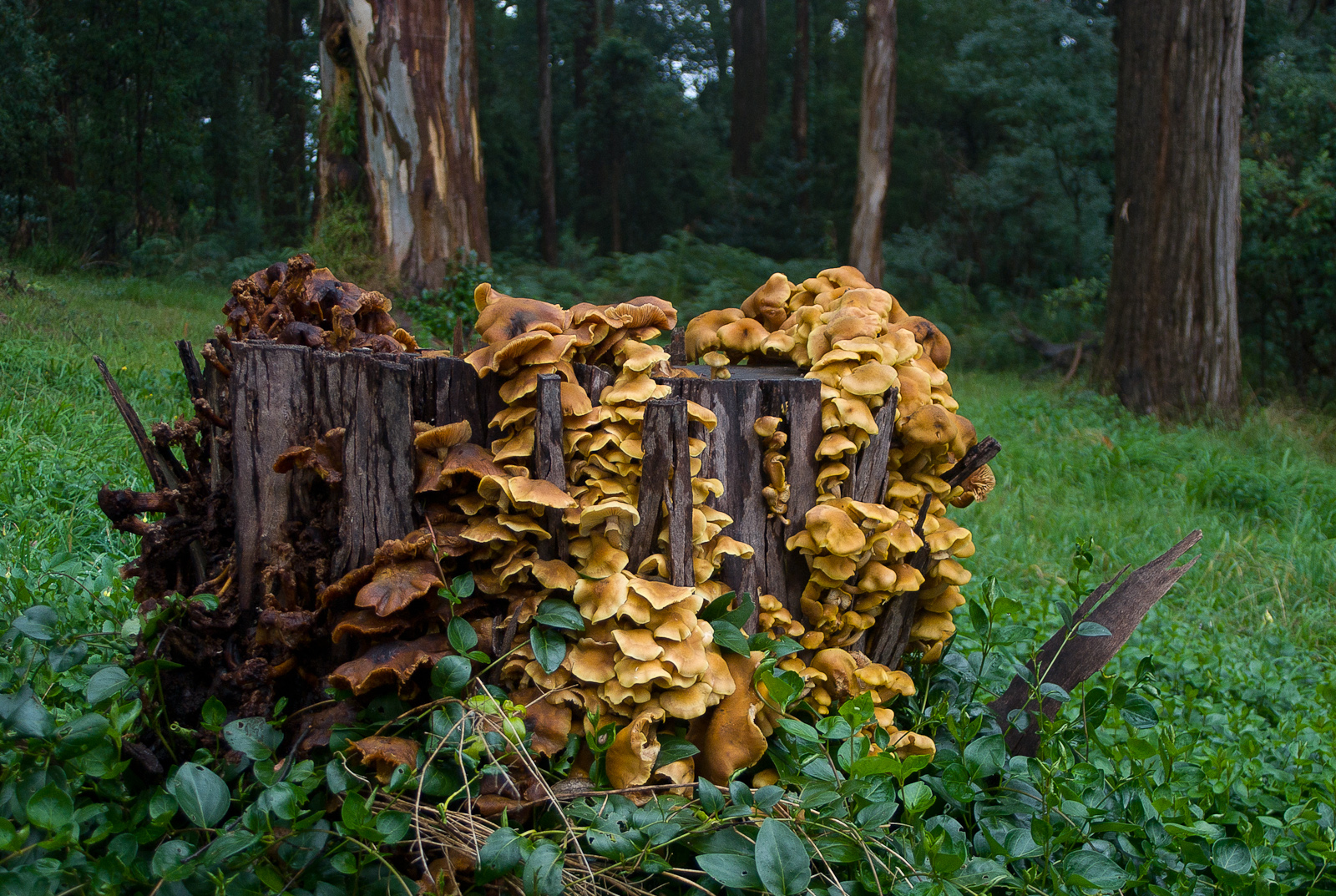